# Supraspinatus

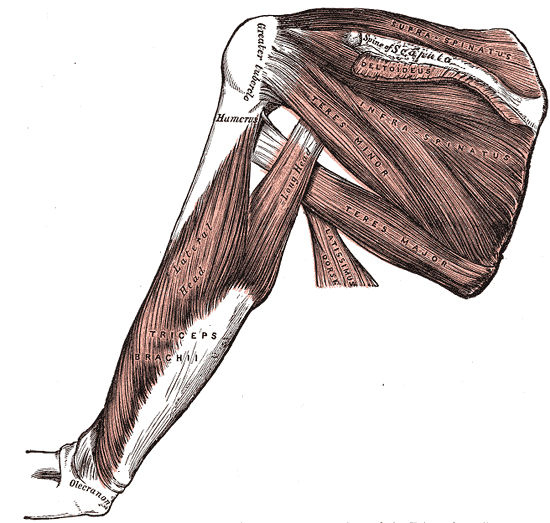
Övre extremitetens muskler sedda bakifrån (dorsalt). Supraspinatus är den översta muskeln.

Supraspinatus (latin: musculus supraspinatus) är en skelettmuskel som ingår i övre extremitetens muskulatur och hör också till rotatorkuffens fyra muskler.
M. supraspinatus har sitt ursprung i fossa supraspinata på skulderbladets (scapula) översida. M. supraspinatus passerar lateralt under akromion (acromion) bort till sitt fäste vid ett av överarmsbenets (humerus) laterala tuberkler (tuberculum majus).
M. supraspinatus är en relativt liten muskel som bidrar vid abduktion av överarmsbenet (humerus). Skulderkammen (spina scapulae) åtskiljer m. supraspinatus från m. infraspinatus som också ingår i rotatorkuffen.